# Franjo von Allmen
Franjo von Allmen (ur. 24 lipca 2001) – szwajcarski narciarz alpejski, dwukrotny mistrz świata i trzykrotny medalista mistrzostw świata.

## Kariera
Po raz pierwszy na arenie międzynarodowej pojawił się 25 października 2017 roku podczas zawodów FIS Entry League w Saas-Fee. Zajął wtedy 68. miejsce w zjeździe. W 2022 roku wystartował na mistrzostwach świata juniorów w Panoramie, gdzie zdobył srebrne medale w supergigancie, zjeździe oraz kombinacji.
W Pucharze Świata zadebiutował 4 marca 2023 roku w Aspen, gdzie zajął 46. miejsce w zjeździe. Pierwsze pucharowe punkty wywalczył 15 grudnia 2023 roku w Val Gardena, zajmując dziewiąte miejsce w supergigancie. Na podium zawodów tego cyklu pierwszy raz stanął 28 stycznia 2024 roku w Garmisch-Partenkirchen, kończąc supergiganta na trzeciej pozycji. W zawodach tych wyprzedzili go tylko rodak, Marco Odermatt i Austriak Raphael Haaser.
Na mistrzostwach świata w Saalbach w 2025 roku wywalczył złoty medal w zjeździe. Na podium wyprzedził Austriaka Vincenta Kriechmayra i kolejnego Szwajcara, Alexisa Monneya. Parę dni później wspólnie z Loïkiem Meillardem zdobył złoty medal w kombinacji drużynowej. 

## Osiągnięcia

### Mistrzostwa świata
| Miejsce | Dzień     | Rok  | Miejscowość | Konkurencja          | Czas biegu | Strata | Zwycięzca      |
| ------- | --------- | ---- | ----------- | -------------------- | ---------- | ------ | -------------- |
| 12.     | 7 lutego  | 2025 | Saalbach    | Supergigant          | 1:24,57    | +2,05  | Marco Odermatt |
| 1.      | 9 lutego  | 2025 | Saalbach    | Zjazd                | 1:40,68    | –      | –              |
| 1.      | 12 lutego | 2025 | Saalbach    | Kombinacja drużynowa | 2:42,38    | –      | –              |

### Mistrzostwa świata juniorów
| Miejsce | Dzień   | Rok  | Miejscowość | Konkurencja | Czas biegu | Strata | Zwycięzca             |
| ------- | ------- | ---- | ----------- | ----------- | ---------- | ------ | --------------------- |
| 2.      | 4 marca | 2022 | Panorama    | Zjazd       | 1:25,56    | +0,24  | Giovanni Franzoni     |
| 2.      | 4 marca | 2022 | Panorama    | Supergigant | 1:06,57    | +0,13  | Isaiah Nelson         |
| 2.      | 6 marca | 2022 | Panorama    | Kombinacja  | 2:02,88    | +0,06  | Isaiah Nelson         |
| 19.     | 8 marca | 2022 | Panorama    | Gigant      | 2:39,24    | +2,56  | Alexander Steen Olsen |
| 26.     | 9 marca | 2022 | Panorama    | Slalom      | 1:33,11    | +4,88  | Alexander Steen Olsen |

### Puchar Świata

#### Miejsca w klasyfikacji generalnej
- sezon 2022/2023: -
- sezon 2023/2024: 38.
- sezon 2024/2025: 4.

#### Miejsca na podium w zawodach
1. Garmisch-Partenkirchen – 28 stycznia 2024 (supergigant) – 3. miejsce
2. Val Gardena – 21 grudnia 2024 (zjazd) – 2. miejsce
3. Bormio – 28 grudnia 2024 (zjazd) – 2. miejsce
4. Wengen – 17 stycznia 2025 (supergigant) – 1. miejsce
5. Wengen – 18 stycznia 2025 (zjazd) – 2. miejsce
6. Crans-Montana – 22 lutego 2025 (zjazd) – 1. miejsce
7. Kvitfjell – 8 marca 2025 (zjazd) – 1. miejsce
8. Sun Valley – 23 marca 2025 (supergigant) – 3. miejsce